# 次氟酸三氟甲酯
次氟酸三氟甲酯是一种有机氟化合物，化学式 CF
3OF。它是一种无色气体，有剧毒。它是一种次氟酸酯（含有 C−O−F 键的化合物）。

## 制备
次氟酸三氟甲酯可以由碳酰氟和氟气在 −78 °C 的金属氟化物下反应而成。
{\displaystyle \mathrm {F_{2}CO+F_{2}\longrightarrow F_{3}COF} }
甲醇和一氧化碳可以取代反应中的碳酰氟。

## 性质
次氟酸三氟甲酯是一种无色气体，有剧毒，气味像氟气。它缓慢水解，在 450 °C以上热分解。在 −95 °C 以下时，次氟酸三氟甲酯是一种草黄色液体，是一种强氧化剂。

## 反应
次氟酸三氟甲酯是亲电体氟的来源。它可以从烯醇硅醚制备α-氟代酮。
它和乙烯反应，形成 2-三氟甲氧基氟乙烷。
CF3OF  +  CH2CH2   →   CF3OCH2CH2F